# Брітані Венгер
Брітані Венгер — американська науковиця, яка у підлітковому віці виборола перше місце в Google Science Fair у 2012 році. Зараз навчається в одному з університетів Ліги Плюща — Duke University.

## Винахід
Винахід називається Cloud4cancer — це нейронна мережева служба, яка прагне підвищити ефективність процедури біопсії. Вона призначена для переходу до ранньої діагностики та мінімалізації витрат на діагностику раку грудей.Брітані навчила статистичну модель передбачати за певними ознаками рак грудей на основі 9 зразків тканини молочної залози в якості вхідного подання. На сьогоднішній день вона на 99.1 % чутлива до злоякісних мас у серії 7,6 мільйонних досліджень. Також Бріттані розширила програму зі 100 % успіхом у виявлення агресивних підтипів лейкемії.
Виборовши перше місце, винахідниця отримала стипендію в розмірі $50,000.
Дівчина розповідала про свій винахід на конференції TEDx в Атланті у 2012 році та на TEDx CERN у 2013. Репрезентуючи свою школу Out-of-Door Academy, стала фіналісткою Intel Science Talent Search і виборола 8 місце.